# Liste der Monuments historiques in Avenay-Val-d’Or
Die Liste der Monuments historiques in Avenay-Val-d’Or führt die Monuments historiques in der französischen Gemeinde Avenay-Val-d’Or auf.

## Liste der Immobilien
| Bezeichnung       | Beschreibung            | Standort               | Kennzeichnung | Schutzstatus | Datum | Bild           |
| ----------------- | ----------------------- | ---------------------- | ------------- | ------------ | ----- | -------------- |
| Kirche St-Trésain | aus dem 13. Jahrhundert | Rue de l’Église (Lage) | PA00078576    | Classé       | 1845  | weitere Bilder |

## Liste der Objekte
| Bezeichnung                                                | Beschreibung                                                                               | Standort                                     | Kennzeichnung | Schutzstatus | Datum     | Bild           |
| ---------------------------------------------------------- | ------------------------------------------------------------------------------------------ | -------------------------------------------- | ------------- | ------------ | --------- | -------------- |
| Zwei Gemälde: Mater dolorosa und Ecce Homo                 | Ölfarbe auf Leinwand, Holzrahmen, 18. Jahrhundert                                          | in der Kirche St-Trésain (Lage)              | PM51003268    | Inscrit      | 1990      |                |
| Antependium Jesuskind, das Kreuz tragend                   | Ölfarbe auf Leinwand, 17. Jahrhundert                                                      | in der Kirche St-Trésain (Lage)              | PM51000050    | Classé       | 1978      |                |
| Reliquienbüste Heilige Bertha von Avenay                   | Schädelreliquiar; Holz, vergoldet, 19. Jahrhundert                                         | in der Kirche St-Trésain (Lage)              | PM51002059    | Inscrit      | 1974      |                |
| Gemälde Kreuzabnahme                                       | Ölfarbe auf Holz, 16. Jahrhundert                                                          | in der Kirche St-Trésain (Lage)              | PM51002066    | Inscrit      | 1974      |                |
| Orgel                                                      | Ensemble aus PM51000051 und PM51001324                                                     | in der Kirche St-Trésain (Lage)              | PM51001739    | Classé       | 1975 1959 | weitere Bilder |
| Orgelprospekt                                              | um 1776 für die Abtei Avenay gebaut; 1793 durch René Cochu in die Kirche versetzt          | in der Kirche St-Trésain (Lage)              | PM51000051    | Classé       | 1975      |                |
| Instrumentalteil der Orgel                                 | um 1776 für die Abtei Avenay gebaut; 1793 durch René Cochu in die Kirche versetzt          | in der Kirche St-Trésain (Lage)              | PM51001324    | Classé       | 1959      | weitere Bilder |
| Hauptaltar                                                 | Altartisch; Marmor, 19. Jahrhundert                                                        | in der Kirche St-Trésain (Lage)              | PM51002056    | Inscrit      | 1974      |                |
| Gemälde Gründung der Abtei Avenay durch die heilige Bertha | Ölfarbe auf Leinwand, Anfang des 17. Jahrhunderts                                          | in der Kirche St-Trésain (Lage)              | PM51000045    | Classé       | 1954      |                |
| Skulptur Heilige Bertha von Avenay (1)                     | Stein, 18. Jahrhundert                                                                     | in der Kirche St-Trésain (Lage)              | PM51002061    | Inscrit      | 1974      |                |
| Skulptur Heilige Bertha von Avenay (2)                     | Stein, 17. oder 18. Jahrhundert                                                            | in der Kirche St-Trésain (Lage)              | PM51003058    | Inscrit      | 1980      |                |
| Stiftungsinschrift für das Hôtel-Dieu                      | Kalkstein, bezeichnet 1284                                                                 | 5 rue du Lieutenant-de-Vaisseau-Paris (Lage) | PM51000052    | Classé       | 1970      |                |
| Skulptur Heilige Bertha von Avenay (3)                     | Stein, 17. Jahrhundert; aus der Abtei Avenay                                               | in der Kirche St-Trésain (Lage)              | PM51002058    | Inscrit      | 1974      |                |
| Marienaltar                                                | rechter Seitenaltar; Altartisch und Baldachin; Holz, 18. Jahrhundert; aus der Abtei Avenay | in der Kirche St-Trésain (Lage)              | PM51003267    | Inscrit      | 1990      |                |
| Prozessionsstab Heiliger Vinzenz von Valencia              | Holz, farbig gefasst, 18. Jahrhundert; Verbleib unbekannt                                  | in der Kirche St-Trésain (Lage)              | PM51002060    | Inscrit      | 1974      |                |
| Skulptur Heiliger Gombert von Reims                        | Stein, farbig gefasst, 17. Jahrhundert; aus der Abtei Avenay                               | in der Kirche St-Trésain (Lage)              | PM51002057    | Inscrit      | 1974      |                |
| Kanzel                                                     | Holz, 17. Jahrhundert                                                                      | in der Kirche St-Trésain (Lage)              | PM51002063    | Inscrit      | 1974      |                |
| Gemälde Christus an der Martersäule                        | Ölfarbe auf Leinwand, 17. Jahrhundert                                                      | in der Kirche St-Trésain (Lage)              | PM51000049    | Classé       | 1978      |                |
| Taufbecken                                                 | Marmor, bezeichnet 1677                                                                    | in der Kirche St-Trésain (Lage)              | PM51002064    | Inscrit      | 1974      |                |
| Antependium Martyrium des heiligen Gombert von Reims       | Ölfarbe auf Leinwand, 17. Jahrhundert                                                      | in der Kirche St-Trésain (Lage)              | PM51000053    | Classé       | 1975      |                |
| Gemälde Heilige Familie                                    | Ölfarbe auf Leinwand, 17. Jahrhundert                                                      | in der Kirche St-Trésain (Lage)              | PM51003059    | Inscrit      | 1980      |                |
| Gemälde Marienkrönung                                      | Ölfarbe auf Leinwand, 17. Jahrhundert                                                      | in der Kirche St-Trésain (Lage)              | PM51000047    | Classé       | 1978      |                |
| Gemälde Kreuzigung                                         | Ölfarbe auf Leinwand, 1685                                                                 | in der Kirche St-Trésain (Lage)              | PM51000046    | Classé       | 1978      |                |
| Gemälde Anbetung der Hirten                                | Ölfarbe auf Leinwand, 17. Jahrhundert                                                      | in der Kirche St-Trésain (Lage)              | PM51000048    | Classé       | 1978      |                |
| Denkmal für den heiligen Tressan                           | Marmor, Farbe auf Marmor, 17. Jahrhundert                                                  | in der Kirche St-Trésain (Lage)              | PM51002065    | Inscrit      | 1974      |                |
| Skulptur Heiliger Eligius                                  | Stein, 17. Jahrhundert                                                                     | in der Kirche St-Trésain (Lage)              | PM51002062    | Inscrit      | 1974      |                |